# سن-ژوست-دو-لاک، کبک
سن-ژوست-دو-لاک (به فرانسوی: Saint-Juste-du-Lac) شهری در منطقه شهری تمیسکوواتا ناحیه با-سن-لوران در استان کبک کانادا است. در سرشماری سال ۲۰۱۱ این شهر ۶۳۹ نفر جمعیت داشته‌است و مساحت آن ۱۷۰٫۱۱ کیلومتر مربع است.